# Ein Mann wie E.V.A.
Ein Mann wie E.V.A. ist ein 1983 entstandener deutscher Spielfilm von Radu Gabrea mit Eva Mattes und Werner Stocker in den Hauptrollen. Der komplexe, verschachtelt aufgebaute Film gilt als eine filmische Hommage an Rainer Werner Fassbinder.

## Handlung
Der Film spielt lustvoll mit Geschlechterwechsel und Rollentauschen und revitalisiert Szenen und Vorgänge aus Fassbinders Lebens- und Arbeitsumfeld, die intimen Kennern des Regisseurs (wie Hauptdarstellerin Eva Mattes) bekannt waren. E.V.A., eine Anlehnung an Mattes, ist der Name eines hochgradig exzentrischen, bisexuellen Regisseurs, der sich mit seiner Truppe in einem heruntergekommenen Haus eingefunden hat, um in diesem Ambiente eine sehr eigenwillige Filmversion von Alexandre Dumas‘ Die Kameliendame zu drehen. Bald verschmilzt die Arbeit mit dem Leben, verdrehen sich die Mann-Frau-Rollenvorgaben, und die Protagonisten sind in ständigen Rollen- und Gefühlsaustauschen. Die Interaktionen führen dazu, dass sich die nervös erscheinende Gudrun Regisseur E.V.A. zuwendet, während diese sich an Walter hält. Der aber interessiert sich viel mehr für Gudrun …

## Produktionsnotizen
Ein Mann wie E.V.A.  entstand zwischen dem 13. Juni und dem 9. Juli 1983 und wurde am 17. Februar 1984 uraufgeführt. 
Mattes, die als gute Kennerin Fassbinders galt, und Stocker standen zwei Jahre darauf in Auf immer und ewig erneut gemeinsam vor der Kamera.

## Kritiken
Das Lexikon des Internationalen Films urteilte: „Eine zwischen Psychogramm und Melodram schwankende, am Persönlichkeitsbild Rainer Werner Fassbinders orientierte Künstlerstudie. Der Versuch, im Verein mit drastischen erotischen Darstellungen die Wurzeln künstlerischer Exzentrik aufzuzeigen und menschliche Einsamkeits- und Verlustängste zu verbildlichen, hinterläßt einen zwiespältigen Eindruck.“
Hans Günther Pflaum befand in Epd Film: „Als Imitatorin von Rainer Werner Fassbinder ist Eva Mattes einfach fantastisch. Schon deshalb spielt es keine Rolle, ob im Titel nun EVA oder E.V.A. steht, doch Radu Gabrea und Laurens Straub sollen darüber gestritten haben; ihr Streit war mehr als überflüssig, auch dann, wenn er um die größeren Anteile an der Urheberschaft ging. (…) Eva trägt eine Lederjacke, Lederstiefel, einen Hut, und ihr Bart ist die akribische Meisterleistung maskenbildnerischer Mimikry.“ Kritisch bezüglich Regisseur Gabreas Kenntnisse der Person Fassbinders urteilte er final: „Hätte Radu Gabrea doch das getan, was er behauptet getan zu haben. Hätte er doch keinen Film über Rainer Werner Fassbinder gemacht!“
Die Zeitschrift Cinema schrieb: „Was anfänglich wie ein gekonnter Gag anmutet, ist mehr; es ist ein Melodram, das versucht, dem Phänomen R.W.F. näher zu kommen, ohne den vergeblichen Versuch zu unternehmen, den Menschen Fassbinder umfassend zu ergründen und zu erklären. Die Bilder, die Regisseur Radu Gabrea ... zeigt, erinnern an die Anfänge von Rainer Werner Fassbinder, als dieser noch mit seiner Truppe in einer alten Villa in München zusammengelebt hat.“
Im Der Spiegel wertete Hartmut Schulze: „Was lernen wir also aus diesem Film: daß Fassbinder ein angehimmelter Tyrann war, daß er mit Lust andere und sich selbst quälte, daß er seinen Schauspielern große Leistungen abpressen konnte, indem er sie bis zur Selbstaufgabe erniedrigte, daß schon mal durch Zufall oder gar Unvermögen etwas zustande kam, was später als hohe Kunst etikettiert wurde? Wußten wir das nicht schon? Und zum Comic verzerrt, werden Fassbinders Exzesse plötzlich banal. Wäre ja nicht das erste Mal, daß ein Regisseur an einer realen Vorlage scheitert, die nach einer Verfilmung zu schreien scheint.“
TV Today kam zu dem Urteil: „Das Ergebnis ist eine schmerzhafte, beeindrukkende Hommage an den legendären Filmemacher.“